# Fitzcarraldo
Fitzcarraldo é um filme teuto-peruano de 1982 dirigido por Werner Herzog.

## Sinopse
Brian Sweeney Fitzgerald ("Fitzcarraldo", na pronúncia dos nativos), fã do tenor italiano Enrico Caruso, sonha em construir uma casa de ópera na remota cidade de Iquitos, no alto Amazonas. Fitzgerald já havia investido numa Estrada de Ferro, a Transandina, e falhara. Tentava conseguir os recursos com um novo empreendimento, uma fábrica de gelo. Graças a esses negócios improváveis, ele foi chamado de "Conquistador do Inútil". Finalmente, consegue dinheiro de sua amante, dona do bordel da cidade, e compra um grande barco fluvial, tentando encontrar uma nova rota para transportar a borracha de cujas terras conseguira a autorização governamental para explorar. 
Com o navio, Fitzgerald se dirige ao local onde quer explorar a borracha. Alucinado, transpõe morros e matas com o barco, à custa de vidas humanas e muito sofrimento.

## Elenco principal
- Klaus Kinski	 … 	Fitzcarraldo
- José Lewgoy	 … 	Don Aquilino
- Miguel Ángel Fuentes	 … 	Cholo
- Paul Hittscher	 … 	capitão Orinoco Paul
- Huerequeque Enrique Bohorquez	 … 	Huerequeque, o cozinheiro
- Grande Otelo	 … 	chefe da estação
- Peter Berling	 … 	gerente da ópera
- David Pérez Espinosa	 … 	chefe indígena
- Milton Nascimento	 … 	negro no teatro
- Ruy Polanah	 … 	barão da borracha
- Salvador Godínez	 … 	velho missionário
- Dieter Milz	 … 	jovem missionário
- William L. Rose	 … 	notário
- Leoncio Bueno
- Claudia Cardinale	 … 	Molly

## Prêmios e indicações

### Prêmios
Festival de Cannes (1982)
- Vencedor: melhor diretor (1982)

 Festival de San Sebastián
- Vencedor na categoria melhor diretor

### Indicações
Festival de Cannes (1982)
- Palma de Ouro (melhor filme)

 BAFTA (1983)
- Indicado na categoria melhor filme em língua estrangeira

 Golden Globes
- Indicado na categoria melhor filme em língua estrangeira